# FK Budućnost Banovići
Der FK Budućnost (Fudbalski Klub Budućnost) ist ein Fußballverein aus der Stadt Banovići im Osten von Bosnien und Herzegowina. Auf Bosnisch bedeutet Budućnost „Zukunft“, was die Hoffnung symbolisiert, die die Leute zu der Zeit hatten, als der Verein 1947 gegründet wurde.
Der Verein spielt im Gradski-Stadion, das ein Fassungsvermögen von 5000 Plätzen hat. Die Vereinsfarben sind dunkelgrün und schwarz.
Heutzutage ist der FK Budućnost Banovići Mitglied des bosnischen Fußballverbands und spielt zurzeit in der drittklassigen Druga Liga FBiH Sjever.

## Erfolge
- Erste Liga der Föderation Bosnien und Herzegowina
  - Meister: 2004